# فانوس جادویی
فانوس جادویی (به انگلیسی: Magic Lantern) فیلمی به کارگردانی امیر نادری و محصول سال ۲۰۱۸ میلادی است.